# Lunga (Vrsar)
Lunga (Longa) je nenaseljeni otočić uz zapadnu obalu Istre, dio Vrsarskog otočja. Smješten je malo zapadno od Grgetovog rta.
Površina otoka je 29.923 m2, duljina obalne crte 826 m, a visina 10 metara.
Otok je srpasta oblika. S južne strane je kamenit, a sa sjeverne strane je nautičarsko omiljeno sidrište. Sjeverna strana i središnji dio otoka obrastao je borovom šumom.
Popularno je ronilačko odredište.
Sportsko ribolovno društvo "Baraj", Udruga umirovljenika Vrsara, Dobrovoljno vatrogasno društvo, profesionalci iz Hrvatskih šuma i vrsarskog komunalnog poduzeća Montraker tradicionalno odlaze do Lunge napraviti ekološku akciju čišćenja otočića od raznih naplavina i trupaca vjetrom srušenih stabala.
Prema Zakonu o otocima, a glede demografskog stanja i gospodarske razvijenosti, Lunga je svrstana u "male, povremeno nastanjene i nenastanjene otoke i otočiće" za koje se donosi programe održivog razvitka otoka.
U Državnom programu zaštite i korištenja malih, povremeno nastanjenih i nenastanjenih otoka i okolnog mora Ministarstva regionalnoga razvoja i fondova Europske unije, svrstana je pod male otočiće. Pripada općini Funtana.

## Vanjske poveznice
|  | Zajednički poslužitelj ima još gradiva o temi Lunga (Vrsar) |